# Caloptilia sachalinella
Caloptilia sachalinella är en fjärilsart som beskrevs av Ermolaev 1984. Caloptilia sachalinella ingår i släktet Caloptilia och familjen styltmalar. Inga underarter finns listade i Catalogue of Life.